# César Llorens Bargés
César Llorens Bargés (ur. 16 czerwca 1926 w Pontevedrze, zm. 1 stycznia 1987) – hiszpański polityk i prawnik, członek Zgromadzenia Konstytucyjnego i Senatu, od 1986 do 1987 eurodeputowany II kadencji.

## Życiorys
Ukończył studia prawnicze, obronił doktorat. Praktykował jako adwokat, w 1959 założył największą kancelarię prawa morskiego na Wyspach Kanaryjskich. Służył także w marynarce Infantería de Marina. Publikował także książki poświęcone tematyce morskiej. Zaangażował się w działalność polityczną w ramach Unii Demokratycznego Centrum, potem przeszedł do Demokratycznej Partii Ludowej. W 1977 wybrany do Zgromadzenia Konstytucyjnego (przejściowego parlamentu), zaś od 1978 do 1979 zasiadał w organach władz Wysp Kanaryjskich. W latach 1983–1986 zasiadał w Senacie. Od 1 stycznia 1986 do śmierci był posłem do Parlamentu Europejskiego w ramach delegacji krajowej. Przystąpił do Europejskiej Partii Ludowej, należał m.in. do Komisji ds. Polityki Regionalnej i Planowania Regionalnego.

## Życie prywatne
Żonaty z Dolores Betancor Marrero, miał dwoje dzieci.

## Odznaczenia
Odznaczony m.in. Orderem Krzyża Świętego Rajmunda z Penafort.